# Maria Mercè Roca i Perich
Maria Mercè Roca i Perich (Portbou, 19 luglio 1970) è una politica e scrittrice spagnola di lingua catalana.

## Biografia
A sedici anni andò a studiare a Gerona, dove prese residenza. Anche se non ha completato gli studi di lingua catalana, ha servito molti anni di insegnamento catalano. Nella metà degli anni '80 entra a far parte del panorama letterario catalano vincendo il premio Victor Català. Ha continuato l'attività letteraria con un'abbondante produzione di racconti, romanzi, e anche la sceneggiatura della serie televisiva Secrets de Família, trasmessa da TV3. La sua carriera non è stata priva di riconoscimenti sotto forma di altri premi letterari e traduzioni in spagnolo, basco, francese, tedesco e olandese.
Attualmente è vicepresidente dell'Associazione degli Scrittori in Catalano.
Attiva in politica, è stata membro del Parlamento della Catalogna, dove divenne presidente della Commissione Cultura (2007-2010) per Sinistra Repubblicana di Catalogna tra il 2003 e il 2010, i primi tre anni come membro del associazione Catalogna nel 2003. 
È stata una dei promotori della piattaforma sovranità e progresso.

## Opere

### Narrativa breu
- 1986 Ben Estret
- 1986 Sort que hi ha l'horitzó
- 1987 El col·leccionista de somnis
- 1988 La veu del foc
- 1988 Capitells
- 1994 L'escrivent i altres contes
- 2001 Contes personals: Tria a cura de Carles Cortès
- 2006 Kenitra

### Novel·la
- 1987 Els arbres vençuts
- 1987 El present que m'acull
- 1988 Perfum de nard
- 1988 Com un miratge
- 1990 La casa gran
- 1990 Temporada baixa
- 1992 Greuges infinits
- 1993 Cames de seda
- 1998 L'àngel del vespre
- 1999 Temps de perdre
- 2000 Delictes d'amor
- 2002 Una mare com tu
- 2003 L'últim tren
- 2005 Els dies difícils
- 2011 Bones Intencions

### Assaggi
- 2001 El món era a fora (entrevistes)
- 2005 Coses que fan que la vida valgui la pena

## Premi
- 1985 Víctor Català per Sort que hi ha l'horitzó
- 1986 Josep Pla per El present que m'acull
- 1992 Sant Jordi per Cames de seda
- 2000 Ramon Llull per Delictes d'amor
- 2012 Premi Barcanova per Mil revolts